# Зграда галерије „Лазар Возаревић“ и дечје библиотеке
Зграда галерије „Лазар Возаревић“ и дечје библиотеке је непокретно културно добро смештено на простору Сремске Митровице.

## Опште информације
Галерија „Лазар Возаревић“ основана је и почела са радом новембра 1973. године изложбом слика и цртежа Лазара Возаревића. Основно галеријско језгро чини меморијални део који се састоји од оригиналних слика, цртежа, колажа и материјала који се везује за стваралаштво Лазара Возаревића. Лазар Возаревић рођен је 1925. године у Сремској Митровици, а умро 1968. године у Београду. Завршио је Академију ликовне уметности у Београду. Боравио је у Паризу 1951-1952, 1954-1956, 1958 и 1962. Поред сликарства бавио се мозаиком и илустрацијом. Био је доцент на Академији ликовних уметности у Београду. Лазар Возаревић је у оквиру југословенске селекције излагао на Бијеналу младих у Паризу, на Међународној изложби у Токију, на Медитеранском бијеналу у Александрији и на Бијеналу у Сао Паолу.
Уписана је у регистар Завода за заштиту споменика културе Војводине 1977. године.